# Ангус (Тексас)
Ангус (енгл. Angus) град је у америчкој савезној држави Тексас. По попису становништва из 2010. у њему је живело 414 становника.

## Демографија
Према попису становништва из 2010. у граду је живело 414 становника, што је 80 (24,0%) становника више него 2000. године.
| Група             | 2000.       | 2010.       |
| Белци             | 284 (85,0%) | 309 (74,6%) |
| Афроамериканци    | 6 (1,8%)    | 27 (6,5%)   |
| Азијати           | 6 (1,8%)    | 3 (0,7%)    |
| Хиспаноамериканци | 26 (7,8%)   | 60 (14,5%)  |
| Укупно            | 334         | 414         |